# Perthes (Seine-et-Marne)
Perthes (auch: Perthes-en-Gâtinais) ist eine französische Gemeinde mit 2.074 Einwohnern (Stand: 1. Januar 2022) im Département Seine-et-Marne in der Region Île-de-France. Sie gehört zum Arrondissement Fontainebleau und zum Kanton Fontainebleau (bis 2015: Kanton Perthes). Die Einwohner werden Perthois genannt.

## Geographie
Perthes liegt etwa 14 Kilometer südwestlich von Melun am Fluss École. Die Gemeinde liegt im Regionalen Naturpark Gâtinais français.
Umgeben wird die Gemeinde von Saint-Sauveur-sur-École und Boissise-le-Roi im Norden, Villiers-en-Bière im Nordosten, Chailly-en-Bière im Osten, Fleury-en-Bière im Süden, Cély im Süden und Südwesten sowie Saint-Germain-sur-École im Westen.

## Bevölkerungsentwicklung
| 1962 | 1968 | 1975 | 1982 | 1990 | 1999 | 2006 | 2012 |
| ---- | ---- | ---- | ---- | ---- | ---- | ---- | ---- |
| 929  | 937  | 1297 | 1537 | 1707 | 1896 | 2063 | 2134 |

## Sehenswürdigkeiten
- Kirche Saint-Gervais-Saint-Protais aus dem 12. Jahrhundert mit Umbauten aus dem 20. Jahrhundert, Monument historique seit 1926 (siehe auch: Liste der Monuments historiques in Perthes (Seine-et-Marne))
- Schloss La Planche
- Wassermühlen
- Waschhäuser